# وردوجی
وردوجی یا وردوژی (Warduji) زبان مردمان ولسوالی وردوج است که به این زبان صحبت می‌کنند.
ولسوالی وردوج در کنار دریای وردوج در شرق اشکاشم قرار دارد.